# Parcul național Pigeon Island
Parcul național Pigeon Island este unul din cele două parcuri naționale marine din Sri Lanka. Este situat la 1 km depărtare de orașul de coastă Nilaveli⁠(d) din Provincia de Est⁠(d) și se întinde pe o suprafață de 471.429 ha. Numele acestei zone, care în traducere din engleză înseamnă „insula porumbeilor”, derivă de la porumbeii care au colonizat-o. În Pigeon Island se găsesc unele din cele mai bine conservate recife de corali din Sri Lanka.
Pigeon Island a fost desemnat ca sanctuar al naturii în 1963. În 2003 a obținut un statut al patrimoniului mai elevat, și anume cel de parc național, devenind al 17-lea de acest fel din Sri Lanka. Acest teritoriu este una dintre numeroasele arii protejate afectate de tsunami-ul din Oceanul Indian din 2004.
În perioada colonială⁠(d), pe insulă a fost amenajat un poligon de tragere.

## Caracteristici fizico-geografice
Pigeon Island este format din două insule. Cea mai mare dintre ele este mărginită de un recif de corali și are aproximativ 200 m lungime și 100 m lățime. Cel mai înalt punct al său se află la 44,8 m deasupra nivelului mării. Insula mai mică este înconjurată de stânci presărate lângă litoral.
Parcul național este situat în zona uscată⁠(d) a Sri Lankăi. Temperatura medie anuală constituie aproximativ 27,0°C. Precipitațiile anuale variază între 1.000-1.700 mm; cele mai multe precipitații cad în timpul sezonului musonilor de nord-est – din octombrie până în martie.

## Floră și faună
Diversitatea de corali a Pigeon Island este reprezentată de Acropora⁠(d) spp. lângă insula cea mare și Montipora⁠(d) spp., Mussidae⁠(d) și Poritidae printre stâncile de lângă insula mai mică. Pot fi observați și corali din ordinul Alcyonacea⁠(d), cum ar fi Sinularia, Lobophyton și Sarcophyton. Reciful de corali adăpostește multe vertebrate și nevertebrate.
În preajma orașului Trincomalee⁠(d) de pe coasta nord-estică a Sri Lankăi se găsesc aprox. 100 de specii de corali și 300 de pești de recif; multe din acestea sunt înregistrate și în Pigeon Island. Rechinii Carcharhinus melanopterus⁠(d) frecventează zonele de corali de adâncime mică. Printre vizitatori se numără și țestoasele marine Eretmochelys imbricata, Chelonia mydas⁠(d) și Lepidochelys olivacea⁠(d). Insula este un important loc de reproducere a porumbelului.

## Măsuri de conservare
Pescuitul – atât al speciilor alimentare cât și al celor ornamentale – este principala activitate economică practicată în zona recifului de corali. Pigeon Island este și un loc popular de scuba diving. Turismul nereglementat a dus la degradarea recifului și pierderea biodiversității. Desfășurarea cercetărilor științifice nu a fost posibilă din cauza războiului civil din 1983-2009⁠(d). În anii 2000, proiectul de construcție a unui dig care să lege insulele de continent a atras numeroase critici.